# Norbert Hartmann (Maler)
Norbert Hartmann (* 24. Juli 1946 in Freiburg im Breisgau; † 14. Juli 2007 in Binzen) war ein deutscher Maler und Zeichner.

## Biografie
Er verbrachte die meiste Zeit seines Lebens im Dreiländereck Deutschland-Frankreich-Schweiz, dessen grenzübergreifende Kultur nicht nur sein Schaffen beeinflusste. Im Jahr 1961 machte Hartmann eine Ausbildung zum Technischen Zeichner, 1968 folgte das Abitur. Anschließend absolvierte er von 1968 bis 1972 ein Fachstudium der Kunst in Freiburg im Breisgau. Von 1972 bis 1975 folgte ein Zusatzstudium an der Universität Heidelberg. Hartmann arbeitete zunächst als technischer Zeichner und später über 20 Jahre als Sonderschullehrer.

## Werk
Er arbeitete als freischaffender Künstler vorwiegend in Binzen (Baden-Württemberg) im Bereich der modernen abstrakten zeitgenössischen Kunst. Hartmann erschuf mehrere tausende Ölbilder, Collagen, Skulpturen und Zeichnungen. Besondere Merkmale seiner Kunst waren die abstrakten, meist blautönigen Objektformen, Eisenrahmen sowie die charakteristische Materialien wie Harz, Styropor und Pigmente.
Das Experimentieren, die Auseinandersetzung und die handwerkliche Perfektionierung erlaubten ihm, einen eigenständigen, originären Ausdruck zu finden. Dabei arbeitete er immer an mehreren Objekten gleichzeitig, um das ganze Potential eines sich gegenseitig beeinflussenden Prozesses zu nutzen. Inspiration lieferten dabei auch die Auseinandersetzung mit Gegenwartskünstlern wie Kelly, Beuys und Chillida. Von halbgegeständlichen, vom Surrealismus beeinflussten Frühwerken ging er hinein ins Abstrakte, in die expressiven Darstellungsformen. Das Ergebnis sind im Spätwerk Formenwelten, Flächenkommunikationen und Linienbündel aus Leinwand, Öl, Acryl und Pigmenten, die Werden und Vergehen der Natur spiegeln. Erste regionale Ausstellungen hatte er Ende der achtziger Jahre, zunächst hauptsächlich im Raum Lörrach und in Basel. Insgesamt über dreißig Ausstellungen in Deutschland, der Schweiz, Frankreich, Spanien, den Niederlanden und sogar den USA und Japan folgten. Einer der Höhepunkte und gleichzeitig Anerkennung seiner Werke war dabei die Verleihung des Markgräfler Kunstpreises im Jahre 1996.

## Auszeichnungen
- 1996: Verleihung des Markgräfler Kunstpreises

## Ausstellungen (Auswahl)
- 1989: Städtische Galerie Weil am Rhein
- 1989: Galerie 90 Lörrach
- 1990: Edelgard Klein Galerie Lörrach
- 1990: Schloss Entenstein, Schliengen
- 1992: Galerie Leonhard Basel/Schweiz
- 1993: Galerie Vau Es Lörrach
- 1994: Grenzacher Schloss
- 1994: Schloss Entenstein, Schliengen
- 1995: Kunsthalle St. Moritz/Schweiz
- 1996: Galerie Irene Buchhaas Lörrach
- 1996: Galerie Dr.Dolezal Zürich/Schweiz
- 1996: Ausstellungen zum Markgräfler Kunstpreis in Weil am Rhein und Müllheim
- 1996: Museum Sala Segantini Savognin/Schweiz
- 1996: Galerie der Stadt Weil am Rhein
- 1996: Menschesmensch u. a. mit Reinhard Bombsch, Bernd Goering, Gaby Roter
- 1997: Galerie Husemann Münster
- 1997: Galerie Anne Kaiser Chur/Schweiz
- 1997: Galerie Felix Schenker Luzern/Schweiz "Orte der Erinnerung"
- 1997: Städtische Galerie der Stadt Weil am Rhein mit Tobias Sauter/Schweiz
- 1997: Galerie Leonhard Rüthmüller Basel/Schweiz
- 1997: Art Zürich/Schweiz
- 1998: Museum Zündorfer Wehrturm Köln "Bildräume-Raumbilder"
- 1998: Art Expo New York/USA
- 1998: Galerie Michele Alexandra/Washington D.C./USA
- 1998: Galerie Qvadrige Nizza/Frankreich
- 1998: Galerie Brocken Tokio/Japan
- 1998: Galerie Orru Lippstadt
- 1999: Galerie Schenker Luzern/CH
- 1999: Galerie Brocken Tokio/J
- 1999: Galerie Zero Barcelona/ESP (1999)
- 2000: Kunstverein Gundelfingen
- 2000: Kunstraum Osterkerk Amsterdam/NL
- 2000: Galerie Brocken Tokio/J (2000)
- 2001: Galerie Mazzara Riehen/CH
- 2003: Galerie Qvadrige Nizza/F
- 2003: Georg Scholz-Haus Waldkirch
- 2005: Galerie Looberg Aargau/CH
- 2008: Gedächtnisausstellung Galerie Mollwo Riehen/CH